# Adenophora sinensis
Adenophora sinensis là loài thực vật có hoa trong họ Hoa chuông. Loài này được Alphonse Pyramus de Candolle mô tả khoa học đầu tiên năm 1830.